# Paul Kirchberger
Paul Kirchberger (Niederlahnstein, Lahnstein, 23 de junho de 1878 – Berlim, 8 de dezembro de 1945) foi um matemático e físico alemão. Foi professor do ensino médio e autor de vários livros populares científicos.

## Formação e carreira
Kirchberger provém de uma família judia de longa data de Hessen. Filho de Theodor Kirchberger (* 1849; † 1926) e Charlotte Kirchberger (* 1857; † 1942). Dois anos após seu nascimento a família mudou-se para a vizinha Weilburg, onde seu pai trabalhou como comerciante. Paul Kirchberger converteu-se à confissão protestante enquanto estudava no Gymnasium Philippinum Weilburg. Após obter o Abitur estudou matemática e ciências em Berlim e na Universidade de Göttingen, onde obteve um doutorado orientado por David Hilbert em 1902, com a tese Über Tchebychefsche Annäherungsmethoden. Nela, formulou o que mais tarde seria referido como a teorema de Kirchberger. Depois de passar no exame do estado para obter uma qualificação de professor em matemática, física, química e mineralogia, Kirchberger ingressou no ensino superior em 1902 e foi contratado na Oberrealschule em Fulda. Em 1904 casou com Mathilde Küstermann (1872–1942) em Pankow. O casamento inicialmente permaneceu sem filhos, o que os médicos atribuíram a uma doença anterior de sua mulher. Por isso o casal adotou um filho, Hermann Kirchberger. Mais tarde, no entanto, seguiram-se três filhos biológicos, Joachim, Rudolph e Friedrich.
Em 1907 Kirchberger mudou-se para uma posição permanente como professor sênior na Leibnitz-Oberrealschule em Charlottenburg (a partir de 1920 um distrito de Berlim). Por causa da crescente perda auditiva, da qual seu pai também sofria, foi dispensado do serviço militar durante a Primeira Guerra Mundial e em 1921 foi forçado a abandonar a escola. Mais tarde, muitas vezes teve que carregar um enorme aparelho auditivo com ele. De 1922 a 1930 trabalhou no departamento de patentes da Siemens & Halske, mas perdeu seu emprego em 31 de dezembro de 1930 devido a cortes de empregos na esteira da crise econômica global. Em seguida tentou encontrar um meio de vida econômico como escritor, o que também correspondia às suas inclinações pessoais. Já em 1920 publicou uma explicação científica popular da teoria da relatividade de Einstein (Was kann man ohne Mathematik von der Relativitätstheorie verstehen?), que despertou grande interesse, publicada em sua quarta edição em 1929 e traduzida para três idiomas. Em 1922, e em uma segunda edição revisada em 1929, apareceu Die Entwicklung der Atomtheorie, em que Kirchberger tratava da mecânica quântica, que estava começando a ser desenvolvida. Como funcionário do Observatório de Berlim, deu palestras destinadas a leigos sobre astronomia e publicou tratados científicos populares sob vários pseudônimos.
Durante a época do nacional-socialismo Kirchberger viu-se exposto a uma crescente marginalização e hostilidade devido à sua ascendência judaica. Seus três filhos biológicos, Joachim, Rudolph e Friedrich, eram oficialmente "meio-judeus" e emigraram para os Estados Unidos e o Chile no início da perseguição aos judeus. A mãe de 85 anos de Kirchberger cometeu suicídio com pílulas para dormir em 1942 para evitar a deportação para o Gueto de Theresienstadt. O próprio Paul Kirchberger foi poupado da deportação e sobreviveu à guerra - possivelmente porque sua mulher não era judia e porque ele havia adotado uma criança não judia.
Exatamente três anos após a morte de sua mulher Mathilde de câncer esofágico (8 de dezembro de 1942) Paul Kirchberger cometeu suicídio em sua casa na Palmzeile 6 em Nikolassee, Berlim. Seu filho Friedrich Albert Paul (Fred) Kirchberger, como um soldado americano,  encontrou seu pai ainda vivo.

## Publicações selecionadas
- Paul Kirchberger (1921). Mathematische Streifzüge durch die Geschichte der Astronomie. Leipzig/Berlin: [s.n.]
- Paul Kirchberger (1925). Was kann man ohne Mathematik von der Relativitätstheorie verstehen? 4 ed. Karlsruhe: [s.n.]
- Paul Kirchberger (1929). Die Entwicklung der Atomtheorie 2 ed. Karlsruhe: [s.n.]
- Paul Kirchberger (1949). Wie finden wir uns am Sternenhimmel zurecht?. Berlin: [s.n.]
- Paul Kirchberger (27 de junho de 1925). Erinnerungen an Felix Klein 🔗. Vossische Zeitung. [S.l.: s.n.] 2 páginas
- Novae und Supernovae. Unsere Welt. 30. [S.l.: s.n.] 1938. pp. 113–117